# Visions of Atlantis
«Visions of Atlantis» (укр. Бачення Атлантиди) або просто VoA — симфонічний павер-метал гурт із федеральної землі Штирія, Австрія, що був заснований в 2000 році. Початковий склад складався з Вернера Фідлера (гітара), Майка Корена (бас-гітара), Крістіана Штані (вокал), Кріса Кампера (клавішні), Ніколь Богнер (вокал) і Томаса Кейзера (ударні). Натхненням одночасно служили успішність симфо-павер-метал групи «Nightwish» і міф про Атлантиду. Рівна пропорція чоловічого і жіночого вокалу «Visions of Atlantis» запозичена з «Nightwish», хоча і більше нагадує «Sirenia» або «Lacuna Coil».

## Історія
Перший демозапис Morning in Atlantis вийшов в 2000 році. 2001 року вони підписали контракт з TTS Media Music/Black Arrow Productions, і в 2002 році їх перший альбом Eternal Endless Infinity побачив світ. 2003 року в склад групи змінився - Маріо Планк змінив Крістіана Штані, а Міро Холлі Кріса Кампера. Тепер з Napalm Records Visions of Atlantis випустили свій другий альбом Cast Away в 2004 році.
У кінці 2005 року Ніколь Богнер покинула групу в зв'язку з роботою в іншому місці. Вона була замінена Меліссою Ферлаак (раніше з музичного колективу Aesma Daeva) і Вольфганг Кох змінив Вернера Фідлера. 2006 року Мартін Харб, який вже грав з VoA під час туру по Мексиці в 2003 році, замінив Міро Холлі.
У травні 2007 року VoA випустили свій третій альбом Trinity, створений у студії Finnvox і записаний у баварській Dreamscape Studios.
У вересні 2007 року група розпочала свій перший тур по Північній Америці з групою Epica.
28 листопада 2007 року на офіційному сайті VoA було розміщено повідомлення про те, що Мелісса Ферлаак і Вольфганг Кох покинули групу, посилаючись на особисті причини (Ферлаак і Кох одружилися в травні 2008 року).
Після цього Visions of Atlantis через кілька днів оголосили, що їх колишній гітарист Вернер Фідлер знову став членом групи. На сайті групи протягом декількох місяців була розміщена реклама про вакантне місце вокалістки , а 3 вересня 2008 року, група оголосила, що вони знайшли нову співачку, проте, її особа була таємною до 1 лютого 2009 року. Новим учасником Visions of Atlantis стала 20-річна австрійська сопрано вокалістка Джоанна Ніневська. Групою також було розміщено повідомлення, що вони вже працюють над своїм четвертим студійним альбомом.
29 липня 2009 року VoA оголосила, що через проблеми зі здоров'ям Джоанна Ніневська більше не в групі, але буде і надалі підтримувати VoA за лаштунками. Нова співачка Максі Ніл з Греції.

### ЕП "Дельта" та "Марія Магдалина" (2010-2011 рр.)
З 3 грудня 2010 року VoA оголосила нову назву четвертого студійного альбому Delta. Він вийде 25 лютого 2011 року.
18 липня 2011 року бас-гітарист Маріо Лохерт покинув гурт через серйозні внутрішні розбіжності. У недавньому інтерв'ю Харб сказав, що група не планує шукати йому заміну. Замість цього вони продовжать свою діяльність без басиста як постійного учасника гурту/
У серпні 2011 року гурт оголосив назву свого першого міні-альбому "Maria Magdalena". Він вийшов 21 жовтня 2011 року.

### Смерть Ніколь Богнер та Ethera (2012-2013 рр.)
6 січня 2012 року гурт "Visions of Atlantis" оголосив на своїх сторінках у Facebook та MySpace, що колишня вокалістка Ніколь Богнер померла у віці 27 років після важкої хвороби, яка тривала протягом тривалого періоду часу. Гурт заявив, що засмучений втратою своєї першої вокалістки, і висловив подяку Богнер за час, проведений з групою.
27 січня 2012 року гурт оголосив назву для свого майбутнього альбому - "Ethera", вихід якого був запланований на 2012 рік.
Альбом "Ethera" вийшов 22 березня 2013 року. Це був перший альбом з гітаристом Крістіаном Хермсдорфером і без офіційного басиста. Він був присвячений пам'яті Богнер.

### Зміни у складі та The Deep & the Dark (2013-2019)

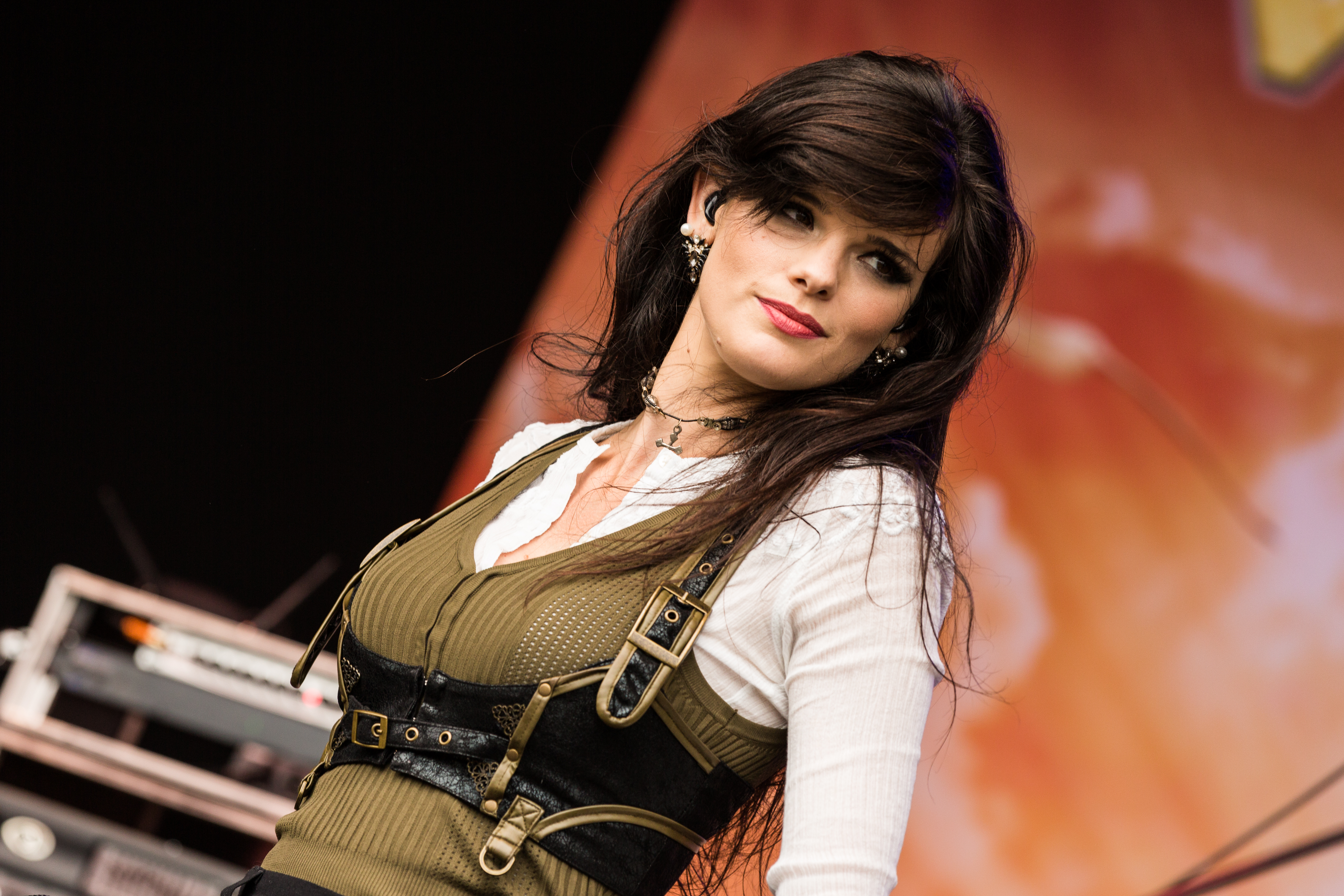
Клемонтіна Дельоне на фестивалі Metal Frenzy 2017

6 грудня 2013 року "Visions of Atlantis" оголосили на своїй сторінці у Facebook, що більша частина складу покидає гурт, залишаючи єдиного учасника і засновника колективу Томаса Кейзера на барабанах. Це рішення було викликано, головним чином, бажанням учасників гурту грати власний стиль музики, в той час, як гурт орієнтувався на повернення до свого класичного стилю. Таким чином, до складу гурту повернулися деякі з його старих учасників: Вернер Фідлер (гітари), Кріс Кампер (синтезатор) і Майкл Корен (бас). Максі Ніл замінила Клементина Делоні, а Маріо Планк - Зігфрід Замер.
Наприкінці 2017 року Міхаель Корен був замінений на бас-гітарі Гербертом Глосом, а Вернер Фідлер - Крістіаном Доуша. Кріс Кампер покинув гурт у 2015 році.

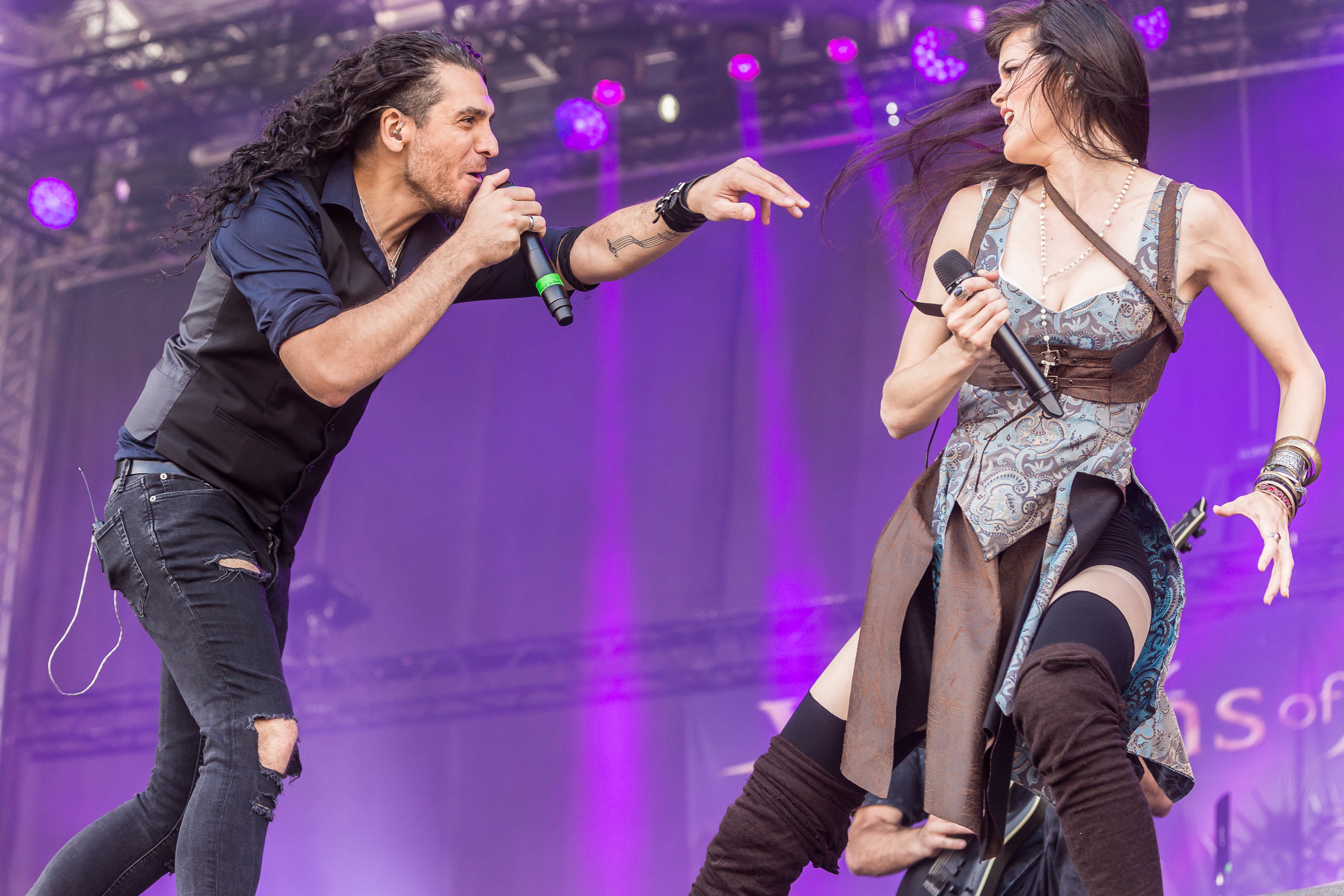
Нинішні вокалістки гурту Мікеле Гуайтолі та Клементина Делоні на концерті Rockharz Open Air 2019

Їх новий альбом "The Deep & the Dark" вийшов 16 лютого 2018 року.

### Мандрівники і пірати (2019 - дотепер)
Після тривалих гастролей з Serenity і Kamelot, а також кількох фестивальних виступів у 2018 році, гурт випустив свій перший концертний альбом "The Deep & the Dark Live @ Symphonic Metal Nights" - 16 лютого 2019 року,  на якому був представлений новий вокаліст Мікеле Гуайтолі (з італійського симфо-метал-гурту Temperance), який розділив обов'язки вокаліста з Зігфрідом Самером, який назавжди замінив останнього наприкінці туру Symphonic Metal Nights IV наприкінці 2018 року.
Потім група оголосила 1 липня 2019 року, що їх сьомий альбом "Wanderers" вийде 30 серпня 2019 року на Napalm Records. На альбомі знову були представлені Клементина Делоні і Мікеле Гуайтолі, які розділили між собою обов'язки вокалістки.
7 березня 2022 року гурт оголосив, що їхній восьмий альбом Pirates, що вийшов 13 травня. Цей альбом підійняв Visions of Atlantis на вищий рівень, ніж раніше. Завдяки більшій кількості оркестрових аранжувань та хорів, гурт не лише зачарував фанатів, але й отримав чудовий відгук від преси.
Першим кліпом із альбому став Legion of the Seas. У квітні та травні 2022 року вийшли Melancholy Angel та Master the Hurricane. Четверте і останнє відео Clocks вийшло в січні 2023 року.
Перший офіційний фан-клуб VoA Sailors існує з 29 серпня 2022 року
11 травня 2023 року гурт випустив кліп на пісню "Master the Hurricane".
20 березня 2024 року гурт презентував кліп на пісню "Armada" з нового студійного альбомому під назвою "Pirates II – Armada", який має вийти 5 липня 2024 року на Napalm Records. До виходу альбому гурт випустив три сингли: «Armada», «Monsters» і «Tonight I'm Alive». Як і його попередник, нова платівка була високо оцінена пресою.
2025 рік гур Armada розпочав тур по Північній Америці.

## Склад групи

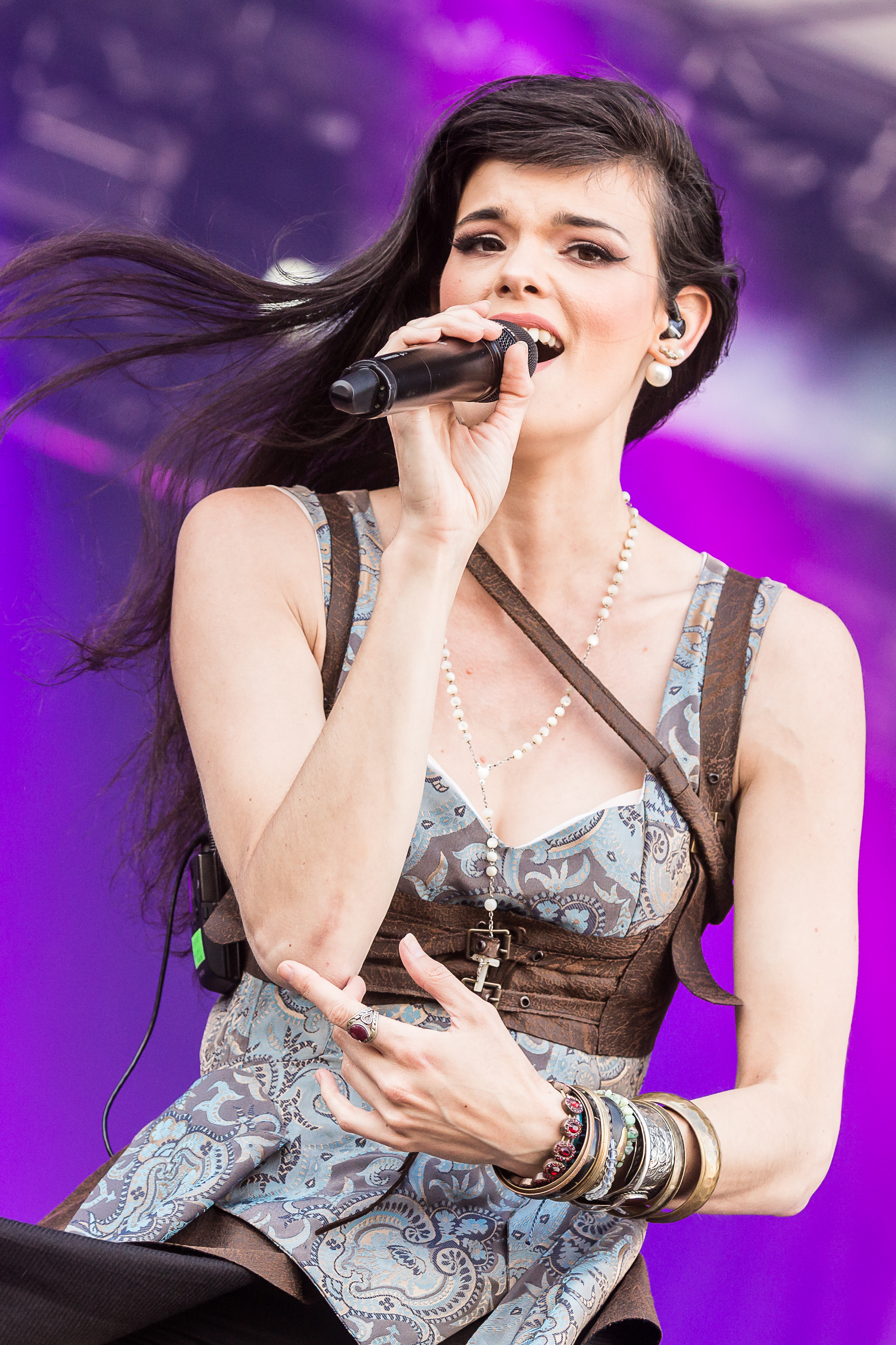
Вокалістка Клемонтін Дельоне

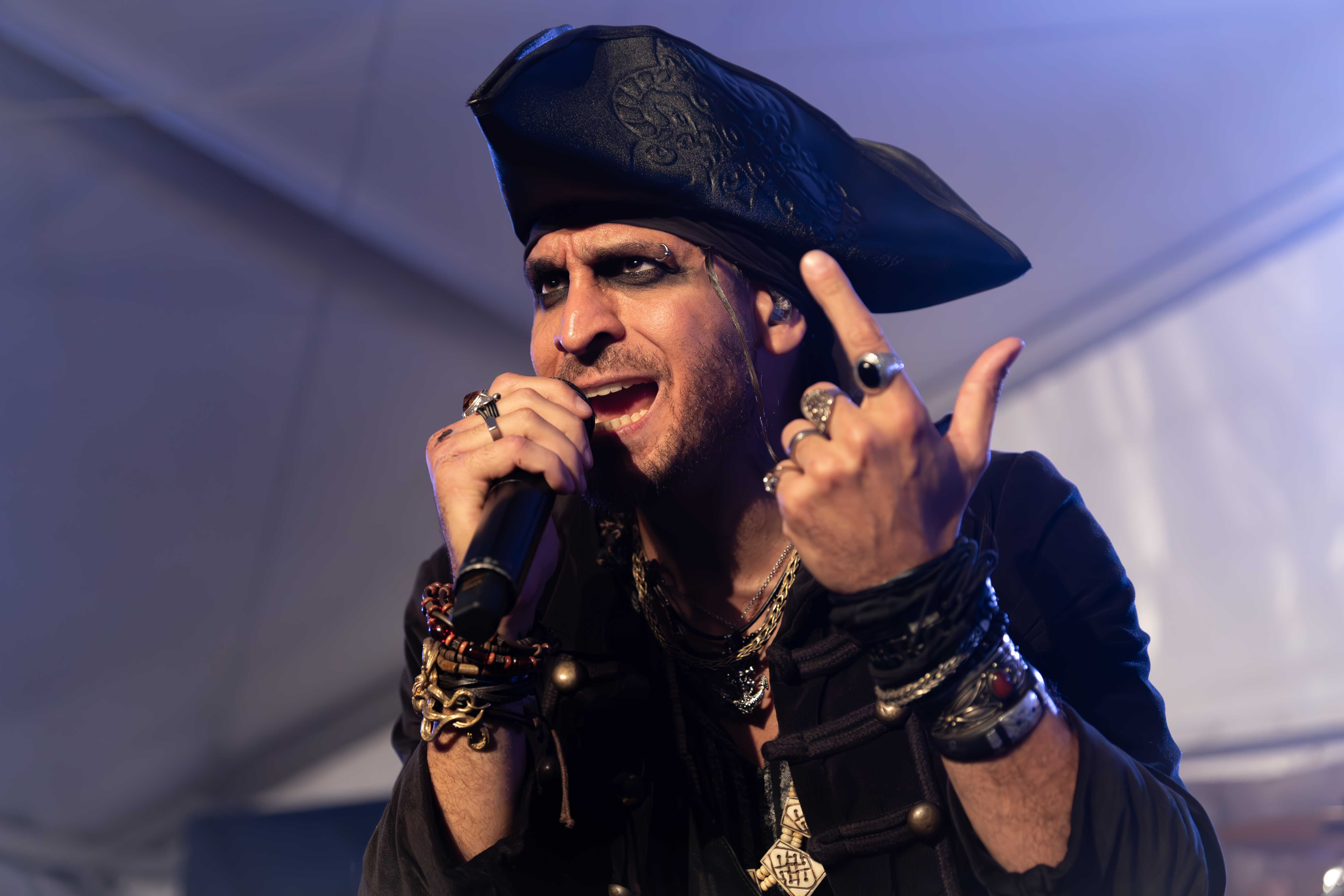
Мікеле Гуайтолі на Metal & Tattoo Festival 2023

### Теперішні учасники групи
- Томас Кейзер — ударні (2000-теперішній час)
- Клемонтін Дельоне — жіночий вокал (2013-теперішній час)
- Мікеле Гуайтолі[de] —  чоловічий вокал (2018 - теперішній час)
- Крістіан Духа — гітари (2017-теперішній час)
- Герберт Глос — бас-гітара (2017-теперішній час)

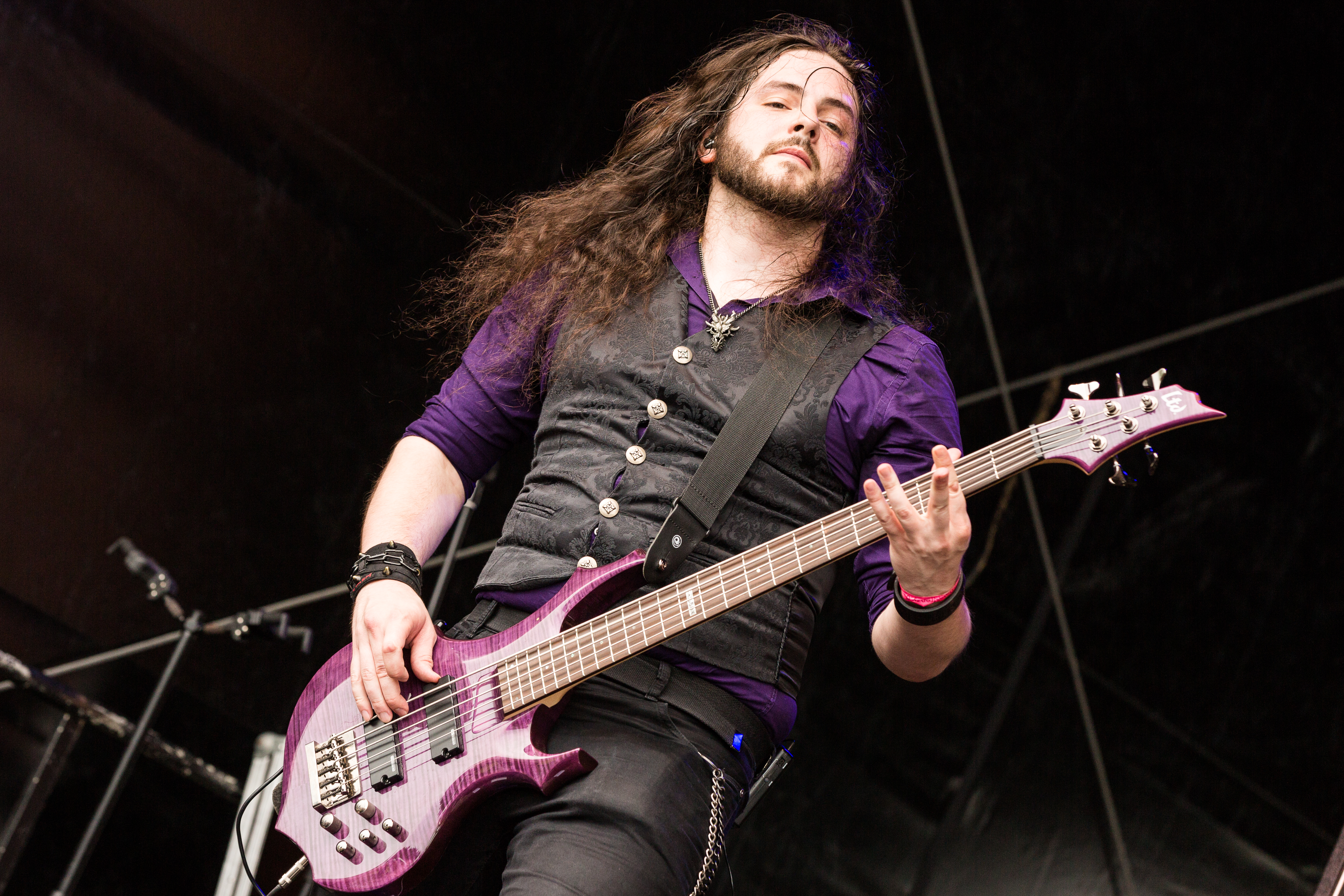
Герберт Глос на фестивалі Metal Frenzy 2017

### Колишні учасники
- Крістіан Штані — чоловічий вокал (2000-2003)
- Ніколь Богнер — жіночий вокал (2000-2005; померла 2012)
- Міро Холлі — клавішні (2003-2006)
- Маріо Планк — чоловічий вокал (2003-2013)
- Мелісса Ферлаак — жіночий вокал (2005-2007)
- Вольфганг Кох — гітара (2005-2007)
- Мартін Харб — клавішні (2006-2013)
- Джоанна Ніневська — жіночий вокал (2009)
- Максі Ніл — жіночий вокал (2009-2013)
- Маріо Лочерк — бас-гітара (2009–2013)
- Крістіан Хермсдьорфа – гітари (2011–2013)
- Вернер Фідлер — гітара (2000-2005, 2007-2011, 2013–2017)
- Кріс Кампер — клавішні (2000-2003, 2013–2017)
- Майкл Корен — бас (2000-2009, 2013–2017)
- Зігфрід Замер — чоловічий вокал (2013-2018)

## Дискографія

### Студійні альбоми
- Eternal Endless Infinity (2002)
- Cast Away (2004)
- Trinity (2007)
- Delta (2011)
- Ethera (2013)
- The Deep & The Dark (2018)
- Wanderers (2019)
- Pirates (2022)
- Pirates II – Armada (2024)

### Міні-альбоми
- Morning in Atlantis (2000)
- Maria Magdalena (2011)
- Old Routes - New Waters (2016)

### Демо-альбоми
- Morning in Atlantis (2000)

### Сингли
- "Lost" (2004)
- "Return to Lemuria" (2017)
- "The Deep & the Dark" (2018)
- "Clocks" (2023)[17]

### Музичні відео
- "Lost" (2004)
- "New Dawn" (2011)
- "Winternight" (2016)
- "Return To Lemuria" (2017)
- "The Deep & The Dark" (2018)